# 彭璜
彭璜（1896年—？），又名殷柏、荫柏，湖南湘乡人，中国革命家，五四运动期间任湖南学生联合会会长、湖南俄羅斯研究會會計幹事。
1921年1月在新民學會會員集會上，贊成毛澤東、何叔衡提出的「激烈方法和共産主義」的主張。
彭璜因籌備赴法勤工儉學而患精神失常症，不久後失踪。